# Euneomys chinchilloides
Euneomys chinchilloides је врста глодара из породице хрчкова (Cricetidae).

## Распрострањење
Врста је присутна у Аргентини и Чилеу.

## Станиште
Станиште врсте су шуме.

## Угроженост
Подаци о распрострањености ове врсте су недовољни.